# Adolf Hitler politikai végrendelete

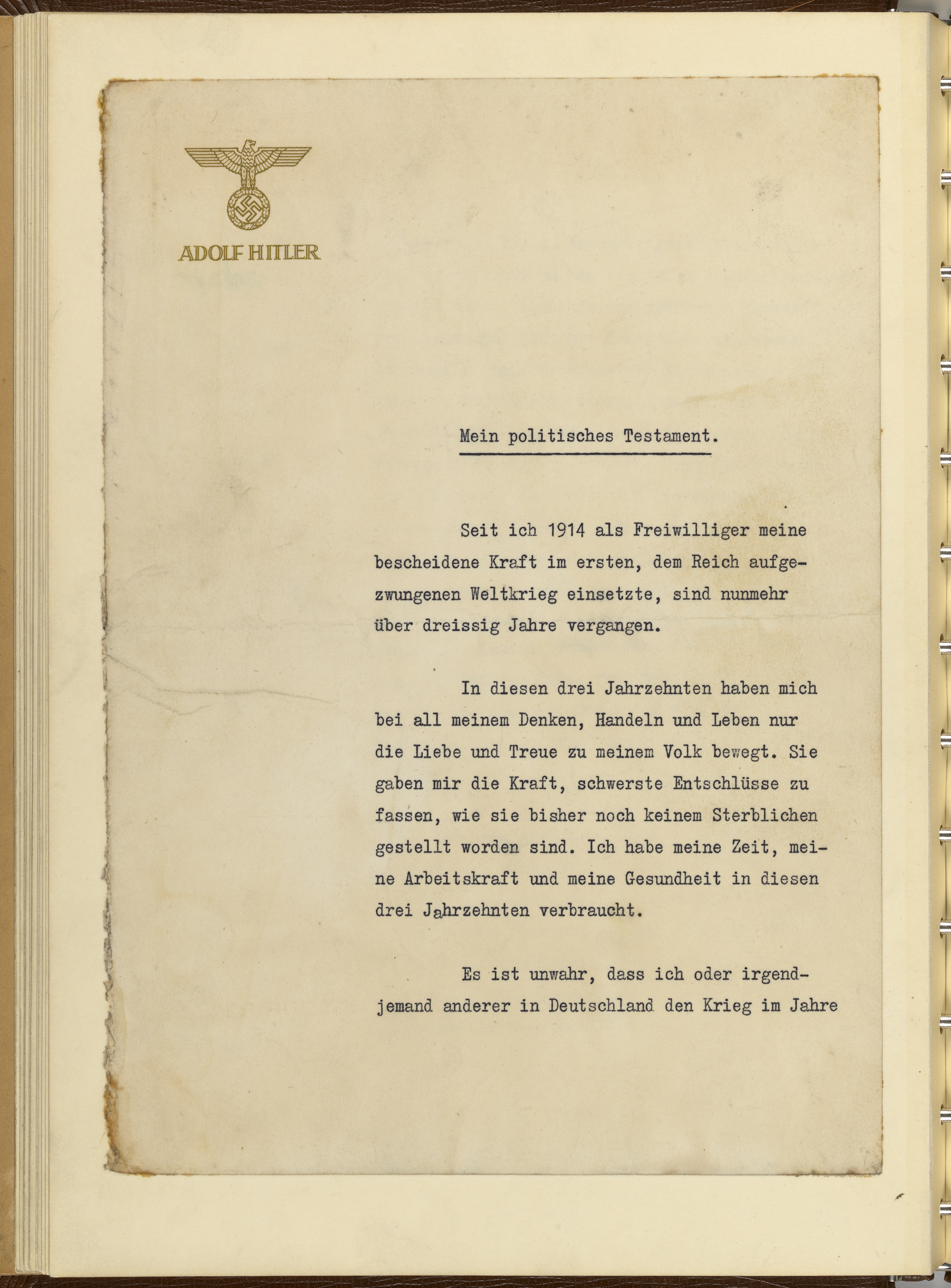
A politikai végrendelet első lapja

Adolf Hitler politikai végrendelete az az írás, amelyet „Politikai végrendeletem” („Mein politisches Testament“) címmel látott el Hitler, és az abban foglaltakat 1945. április 29-én a személyes végrendeletével együtt, az öngyilkosságát megelőző napon fogalmazta meg. Az írás „Hitler politikai végrendelete” címen vált ismertté és mint az ő végérvényes akaratának kinyilvánítása került be a német hadsereg főparancsnokságának háborús naplójába. Ebben a második világháborúért a zsidókat teszi felelőssé, amivel igazolni kívánja a holokausztot. A Harmadik Birodalom Führere tervezett öngyilkosságát a Führer-kultusznak megfelelő önfeláldozásnak deklarálta, kijelölte az őt követő kormányt, azt kötelezve a háború feltétlen folytatására. A német néptől a nemzetiszocializmus folytatását és az ehhez fűződő célok beteljesítését várta el, mindenekelőtt a nürnbergi faji törvények (Nürnberger Rassengesetze) betartását és a „valamennyi nép megmérgezői” elleni „kíméletlen ellenállást”. Mindezzel körülírja, hogy a németeknek a zsidók teljes megsemmisítése az ő halálát követően is kötelessége.
Azonos címmel megjelent egy könyv is, amely a Bormann-nak diktáltakra épül, utóbbit Hitler február 4. és 26. közötti időben diktálta titkárának és keltezése 1945. április 2. Ez utóbbi írást azonban Hitler nem jelölte meg mint politikai végrendeletét.

## Történelmi környezet

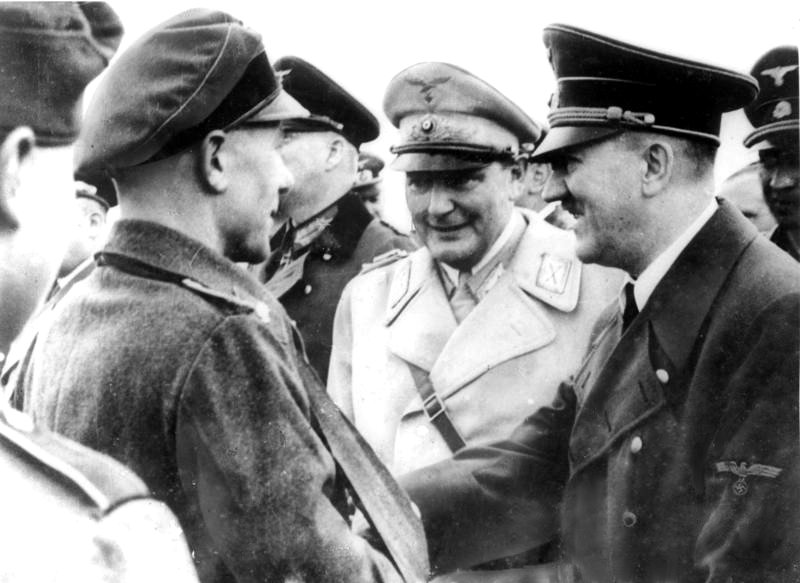
Hermann Göring és Adolf Hitler az egyik utolsó csapatszemlén, 1945 áprilisában

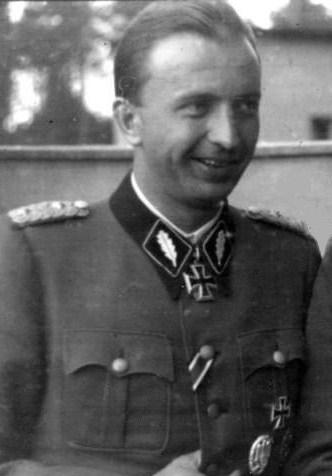
Hermann Fegelein

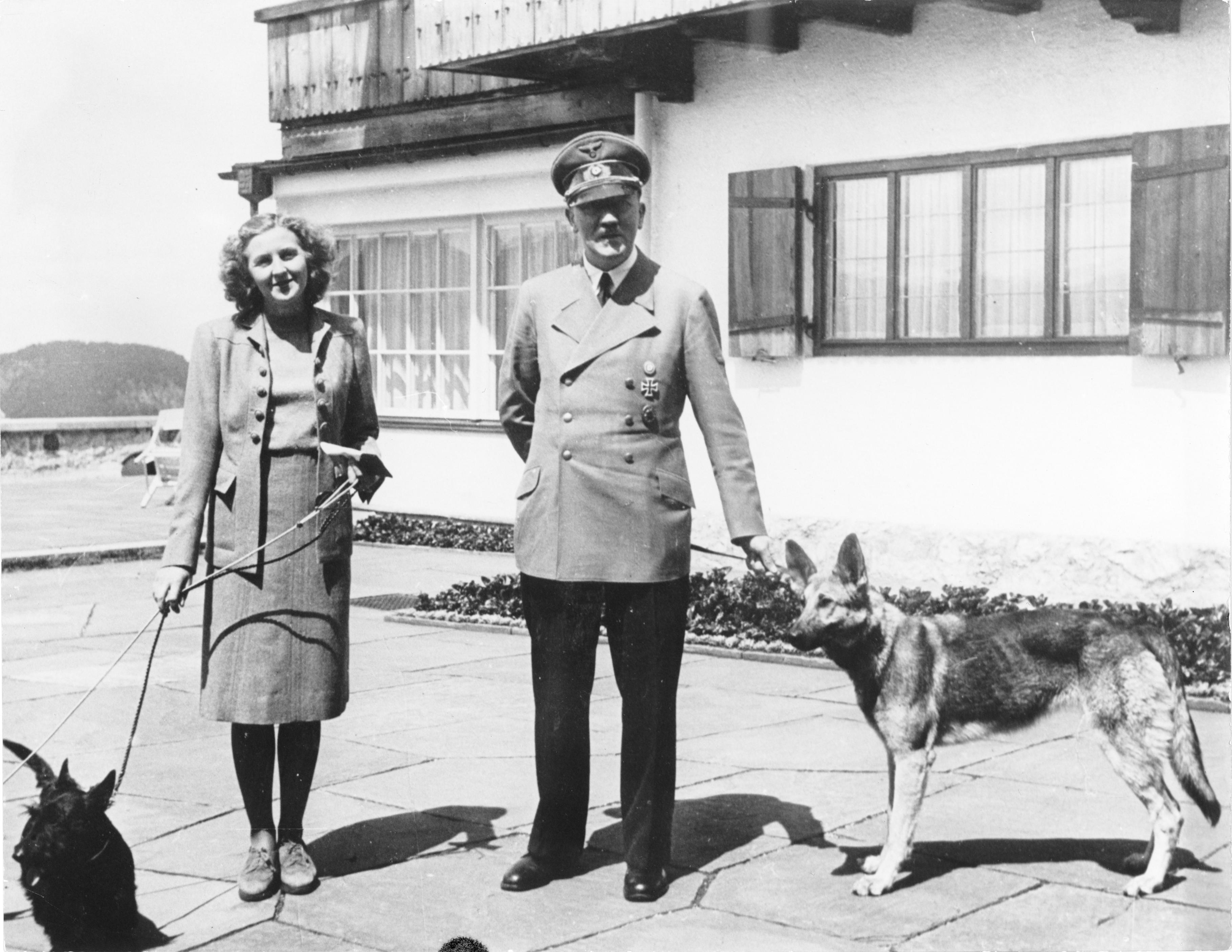
Eva Braun Adolf Hitlerrel a Sasfészekben 1942-ben, mellettük Eva egyik skót terrierje és a Führer németjuhásza, Blondi

1945. április 16-án kezdődött a Berlin birtoklásáért vívott csata, mint a Németország által már rég elveszített második világháború utolsó fázisa. Ennek a küzdelemnek a végéig, 1945. május 2-áig a náci vezetés kapitulációt elutasító politikája további 200 000 háborús áldozatot, köztük civilek tízezreinek életét követelte. Az április 16-i, a katonákhoz intézett felhívásában Hitler megpróbálta azok kitartását megfélemlítő propagandával erősíteni, azt állítva, hogy a „zsidó-bolsevik, halálos ellenség” ki fogja irtani a németséget, leöldösi az öregeket, a gyermekeket, és az asszonyokat „kaszárnya-kurvákká” téve fogja megalázni, a férfiakat pedig Szibériába tereli. Emiatt most a nép azt reméli katonáitól, hogy „állhatatosságotok, fanatizmusotok, fegyvereitek és vezetésetek révén a bolsevik rohamot vérbe fojtjátok”. Így Franklin D. Roosevelt elnök halálát követően, az utolsó pillanatban még megfordítható a háború kimenetele.

Az április 22-i helyzetértékelő eligazítás során Hitler közölte, Berlinben fog maradni és agyon fogja lőni magát, ha a várost nem sikerül felszabadítania a hadseregnek. Április 24-én, éjszaka a birodalmi kancellária (Reichskanzlei) a Führerbunker fölött súlyosan megsérült egy bombatámadás során. A következő napon Goebbels ezt írta naplójába:
Amennyiben a Führer tiszteletet parancsoló módon hal meg és Európa bolsevik lenne – legkésőbb 5 éven belül a Führer legendás személyiséggé válna, a nemzetiszocializmus pedig mítosszá, mert őt eme utolsó nagy áldozata szentté emelné, és minden emberi, amelyet benne ma bírálnak, egy csapásra letörlődne róla.
Hitler április 25-én értesült arról, hogy a szovjet csapatok gyűrűbe fogták Berlint, valamint megtudta azt is, hogy szovjet és amerikai katonák Torgaunál találkoztak egymással. Mindaddig a Martin Bormann és Joseph Goebbels által a Führerbunkerben lejegyzett helyzetértékelések szerint a náci rezsim jelenlévő képviselői a szövetségesek szétválására számítottak, így még 1945. április 25-én is. Egészen április 28-áig felmentő csapatokban bíztak, mint az 1945 áprilisában felállított Wenck hadseregben, amelynek a Vörös Hadsereget vissza kellett volna szorítania, a város egy részét felszabadítania, és Hitler számára menekülési útvonalat kellett volna nyitva tartania.
Április 28-án Hitler a stockholmi rádióból értesült Heinrich Himmlernek a szövetségesekkel folytatott titkos tárgyalásairól és arról az ajánlatáról, hogy egy részleges kapituláció érdekében lemondana a magyar zsidók elgázosításáról. Ezen túl közölték vele, hogy Karl Wolff, SS tábornok fegyverszüneti egyezményt kötött az amerikai csapatokkal Olaszországban, valamint hogy Felix Steiner SS tábornok megtagadott egy parancsot. Erre Hitler megparancsolta, hogy Hermann Fegeleint – aki összekötője volt az SS és Himmler irányában, ráadásul Eva Braun sógora – tartóztassák le annak berlini lakásában és lőjék agyon. Egy SS rögtönítélő bíróság tárgyalás nélkül halálra ítélte Fegeleint mint dezertőrt és mint olyant, aki tudott Himmlernek az ellenséggel fenntartott kapcsolatairól és ezeknek részese is volt.
Hitler aláírta a halálos ítéletet, amelyet azután a birodalmi kancellária kertjében végre is hajtottak. Ezt az utolsó gyilkosságot történészek úgy értelmezték, mint Himmleren vett bosszút, akit már nem fogathatott el, és ez a döntése azt is mutatta, hogy valószínűleg tartott a környezetében lévő SS katonák merényletétől és retteghetett attól, hogy esetleg a saját emberei majd leváltják. A nap során Hitlert értesítették arról, hogy a remélt felmentő seregeket körbezárták és egymástól elvágták. Éjféltájban házasságot kötött Eva Braunnal, aki vele együtt kívánt meghalni. Éjszaka két óra tájban megfogalmazta mind személyes, mind politikai végrendeletét. Reggel a Vörös Hadsereg támadást indított Berlin központja ellen. Megfigyelők telefonon informálták őt az oroszok további előnyomulásáról. Déltájban már csak néhány száz méterre voltak a szovjet tankok a birodalmi kancelláriától. Este tíz óra táján értesítették Hitlert szövetségese, Benito Mussolini (és annak szeretője, Clara Petacci) lelövetéséről, akiket menekülésük közben partizánok fogtak el a svájci határ közelében. Ez végérvényesen megerősítette őt abban, hogy öngyilkosságot kell elkövetnie.
Április 30-án Hitler búcsút vett alárendeltjeitől, megengedte nekik, hogy megkíséreljék a kitörést, mérget tartalmazó fiolákat osztott szét közöttük és kipróbálta az egyik hatását Blondi nevű német juhászkutyáján. Még néhány kérdést intézett rádiókapcsolatán keresztül a Wehrmacht főparancsnokságát vezető Wilhelm Keitelhez azért, hogy megtudja a még harcoló német erők elhelyezkedését, és parancsot adott a maga és Eva Braun holttestének és hátrahagyott dolgaiknak az elégetésére. 15:30 és 15:50 közt mindketten öngyilkosságot követtek el.
Adjutánsa, Nicolaus von Below szerint Hitlernek már április 27-e óta határozott szándéka volt az öngyilkosság. Sebastian Haffner szerint április 22. és 29. között érlelődött meg benne ez az elhatározás. Ennek összetevői: a front áttörése április 22-én az Oderánál, Berlin szovjet csapatokkal való bekerítése április 25-én, Himmler kétkulacsos tevékenységéről való értesülés április 28-án és 29-étől kezdődően és a szovjet hadifogságba esés állandó veszélye. Személyes végrendelete szerint Hitler az öngyilkosságával el akarta kerülni „a leváltásának vagy a kapitulációnak a szégyenét”.

## Tartalma

### Első rész
Hitler a végrendeletben elsőként azt hangsúlyozta, hogy: 1914 óta állandóan „a szeretet és a népem iránti hűség vezetett”. Ez adott erőt ahhoz, hogy „a legsúlyosabb, még egyetlen halandóra sem váró döntéseket meghozzam”, pedig ideje, ereje és egészsége látta ennek kárát. Ezután mindennemű felelősséget tagad a második világháborúval kapcsolatosan: „Valótlan állítás, hogy akár én, akár bárki is 1939-ben a háborút akartuk volna”. Ehelyett a „világzsidóság” bűnösségét hangsúlyozta:
Évszázadok fognak eltelni, de városaink és emlékműveink romjaiból mindig újra megújul majd a gyűlölet a végső soron felelős nép ellen, melynek mindezt köszönhetjük: a nemzetközi zsidóság és segítőik ellen!
Folytatásként ezt diktálta Hitler:
Nem hagytam kétséget afelől sem, hogy ha Európa népeit ismét csak e nemzetközi pénzpiaci összeesküvők részvénycsomagjának tekintik, akkor azt a népet is felelőssé fogják tenni, amely a tulajdonképpeni bűnös ebben a gyilkos birkózásban: a zsidóságot! Továbbmenve, senkiben sem hagytam kétséget, hogy ezúttal nem pusztán Európa árja népei gyermekeinek milliói fognak éhen halni, nem pusztán több millió felnőtt férfi halhat majd meg, nem pusztán nők és gyermekek százezrei éghetnek el a városok utcáin és halhatnak meg a bombázásoktól, hanem a tulajdonképpeni bűnösöknek is, bár humánus eszközök által, de bűnhődniük kell.

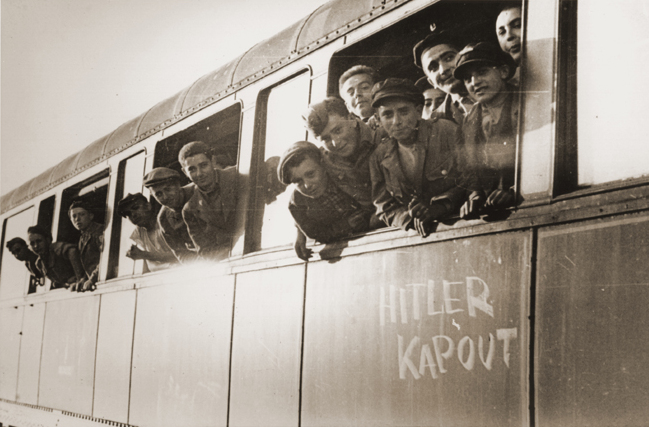
Buchenwaldban felszabadított zsidó gyermekek: emberek, akiket Hitler még halálán túl is meg akart semmisíteni

Ezzel hivatkozik az 1939. január 30-án, a Reichstagban tartott beszédére, amelyben mint német kancellár elsőként a „zsidó faj Európában való megsemmisítésével” fenyegetett, „ha Európában és azon kívül a nemzetközi finánc zsidóságnak esetleg sikerülne a népeket ismét egy világháborúba kergetnie”. Ezt a beszédet akkoriban minden nemzetiszocialista média terjesztette, könyv formájában is nyilvánosságra hozták és 1940 novemberében bevették Az örök zsidó című propagandafilmbe is. A háború folyamán Hitler e fenyegetésére (például rádióbeszédeiben) újra meg újra visszatért.
A folytatásban Hitler az általa megkezdett, hat évig tartó világháborút így jellemezte: „a legdicsőbb és legbátrabb megnyilvánulása egy népnek”. Öngyilkossági szándékát azzal magyarázta, hogy nem tud megválni Berlintől, de ugyanakkor nem tud szembeszállni az „ellenség rohamával” sem. „Személyes ellenállását elvakult és jellemtelen szubjektumok lassanként értéktelenné nyilvánítják”. Állítása szerint ő „osztozni kíván sok millió más ember vállalt sorsában”. Ezen túl pedig „nem kíván az ellenség kezére jutni, aki az általa felhergelt tömegek szórakoztatására egy új, a zsidók által rendezett színházi darabot várnak”, hanem halálának időpontját „szabad akaratból” arra a pillanatra kívánja megválasztani, amikor az ellenség őhozzá elér. Ezután hangsúlyozza:

„Örömmel halok meg, mert látom és ismerem fronton küzdő katonáink mérhetetlenül nagy tetteit és teljesítményét, asszonyaink teljesítményét otthonuk falai közt, a parasztjaink és munkásaink teljesítményét, látom a – történelmünkben egyszeri – áldozatvállalását a fiatalságnak, amely a nevemet viseli.”

A megnevezettek iránti, „a szíve legmélyéből jövő köszönetét” felhívás követi, „semmi esetre se hagyjanak fel a küzdelemmel”, mert:

„Katonáink áldozatvállalásából és az én hozzájuk való, a halálig terjedő kötődésemből a német történelem során még így, vagy úgy, de egyszer majdcsak kicsírázik  ismét és ragyogó újjászületése lesz a nemzetiszocialista mozgalomnak. Vele meg fog valósulni egy valódi népi közösség.
”

Külön kéri a szárazföldi, a légi és a tengerészeti erők főparancsnokságait:

„A lehető leghatékonyabb eszközökkel erősítsék meg a katonáink ellenállási szellemét külön utalva arra, hogy én magam is mint e mozgalom megalapítója és megteremtője, a gyáva leváltás vagy még inkább egy kapituláció helyett inkább a halált választottam.”

Úgy véli, hogy ennek „a halált is vállaló, leghűségesebb kötelességteljesítésnek” a jövőben „a német tiszti becsület fogalmához kell tartoznia”.

### Második rész

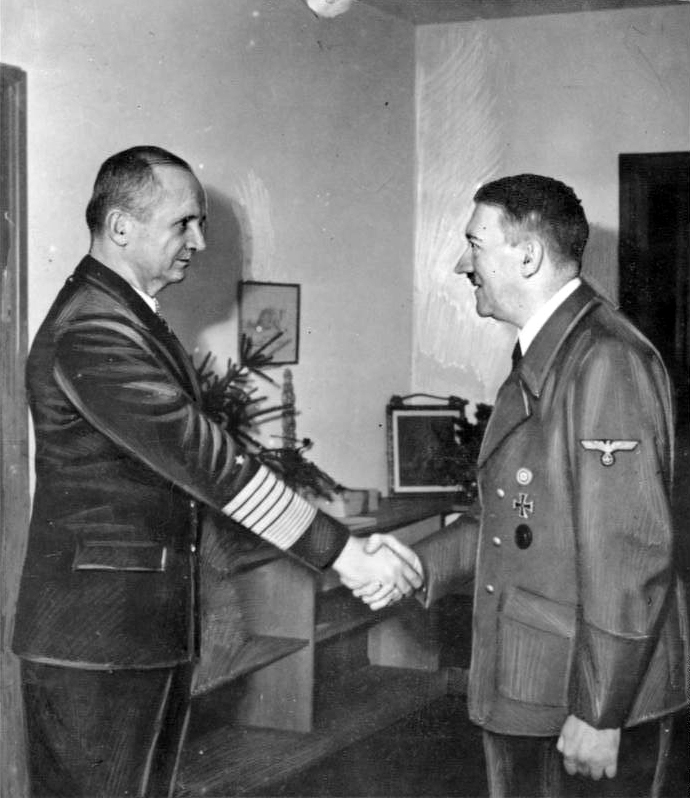
Hitler fogadja Karl Dönitzet a Führerbunkerben (1945)

A második részben Hitler menesztette Hermann Göringet és Heinrich Himmlert az állam- és kormányhivatalokban betöltött pozícióikból és kizárta őket a Nemzetiszocialista Német Munkáspártból. Ezt azzal indokolta, hogy ők az ő tudta és beleegyezése nélkül a szövetséges hatalmakkal titokban különbékéről próbáltak meg tárgyalni. Hangsúlyozta, hogy „ráadásul megpróbálták az államhatalmat magukhoz venni”. Ez szerinte „az országnak és népének előre nem látható károkat okozott, hogy a személyemmel szembeni hűtlenségről ne is beszéljünk”.
A halálát követő idők kormányába a következő személyeket jelölte meg:
- Birodalmi elnök, valamint hadügyminiszter és a haditengerészet főparancsnoka: Karl Dönitz,
- Birodalmi kancellár: Joseph Goebbels,
- Pártminiszter: Martin Bormann,
- Külügyminiszter: Arthur Seyß-Inquart,
- Belügyminiszter: Paul Giesler,
- A szárazföldi hadsereg főparancsnoka: Ferdinand Schörner,
- A légierő főparancsnoka: Robert von Greim,
- Az SS  birodalmi vezetője és a rendőrség főnöke: Karl Hanke,
- Gazdasági miniszter: Walther Funk,
- Mezőgazdasági miniszter: Herbert Backe,
- Igazságügyi miniszter: Otto Georg Thierack,
- Kultuszminiszter: Gustav Adolf Scheel,
- Propagandaminiszter: Werner Naumann,
- Pénzügyminiszter: Johann Ludwig Graf Schwerin von Krosigk,
- Munkaügyi miniszter: Theodor Hupfauer,
- Fegyverkezési miniszter: Karl Saur,
- A Német Munkafront vezetője és a birodalmi kabinet tagja: Robert Ley.

A folytatásban Hitler felszólítja a Führerbunkerben maradókat arra, hogy ne kövessék őt a halálba, hanem küzdjenek tovább másutt. Kötelességük a „nemzet becsületét” mint örök legmagasabb értéket a saját érdekeik és félelmeik fölé helyezni és tudatosítani magukban, hogy a „nemzetiszocialista állam felépítése a következő évszázadok feladata”. Végül elvárta, hogy minden német, nemzetiszocialista és Wehrmacht-katona az általa kijelölt, őt követő kormánynak engedelmeskedjék „hűséggel egészen a halálig”, és ezzel zárta gondolatait:

„Mindenekelőtt kötelességévé teszem a nemzetnek és vezetésének, hogy kínos pontossággal tartsák be a Nürnbergi törvényeket és könyörtelenül álljanak ellen valamennyi nép megmérgezőjének, a nemzetközi zsidóságnak.”

Hitleren kívül a dokumentumot aláírták még a tanúk: Joseph Goebbels, Martin Bormann, Wilhelm Burgdorf és Hans Krebs. A keltezés 1945. április 29-ét, 4:00 órát jelez, de egy Joseph Goebbelstől származó kiegészítés már 5:30-at mutat.

### Kiegészítés Goebbelstől
Írásos kiegészítésében Goebbels így magyarázza meg azt, hogy kénytelen a Führer parancsának ez első alkalommal ellenszegülni: „Az árulásnak – amely a háború e kritikus napjaiban a Führert körülveszi – ebben a delíriumában kell, hogy legalább néhányan maradjanak, akik feltétlenül vele tartanak egészen a halálig”. Ennek az „áldozatnak, világos és érthető példa lévén, másokat is inspirálnia kell.”

## Következmények

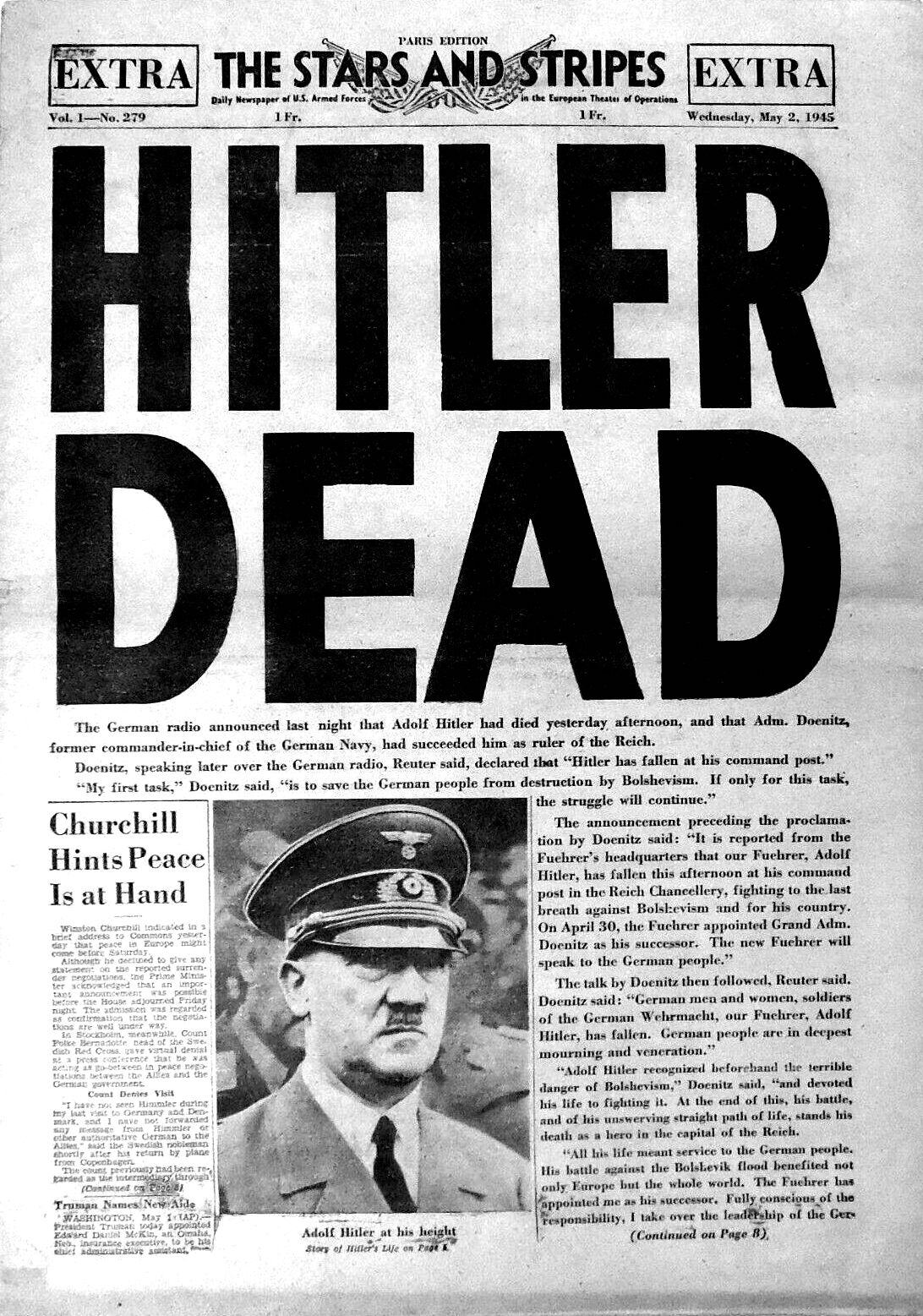
Az amerikai haderő újságának címoldala 1945. május 2-án: Hitler halott

### A kormány Hitler halálát követően
Hitler Martin Bormannt jelölte ki végrendeletének végrehajtójául. Ő felolvasta a személyes és a politikai testamentumot 1945. április 30-án 17:00 körül, Hitler öngyilkossága után a Führerbunkerban maradt személyek előtt. Karl Dönitznek Plönbe a következő rádióüzenetet küldte el aznap este:
A Führer az eddigi utódja, Göring birodalmi marsall helyett Önt, Dönitz vezértengernagyot választotta utódjának. Az írásbeli felhatalmazás úton van Önhöz. E pillanattól az Ön a feladata valamennyi, a jelenlegi helyzetből folyó intézkedést megtenni. Bormann
Hitler halálát és azt a követelését, hogy feltétlenül tovább kell küzdeni és a többi, Hitler által a kormányba jelölt személyt elhallgatta. 7:40 körül 1945. május 1-jén egy második rádióüzenetet küldött Dönitznek, aki ezt 11:00 körül kapta meg:
Dönitz vezértengernagy – Végrendelet érvényben. Amilyen gyorsan csak lehet, felkeresem Önt. Mindaddig véleményem szerint a nyilvánosságra hozatalt mellőzni kellene. – Bormann

Kicsivel később Goebbels küldte el az utolsó táviratot Dönitznek a Führerbunkerből, ebben informálta Hitler haláláról, ennek időpontjáról, de nem említette meg az öngyilkosságot. Megadta a saját, Bormann és Seyß-Inquart Hitler által megjelölt pozícióját a kormányon belül, közölte, kinek küldte meg Hitler a végrendeletét és még kiegészítésül: 

„ Bormann, birodalmi vezető, még ma megpróbál eljutni Önhöz, hogy tájékoztassa a helyzetről. A nyilvánosságra hozatal formája és időpontja, a csapatok informálásának formája is Önre van bízva. Igazolja vissza a vételt! Aláírók: Goebbels – Bormann.”

Bormann a parancsot követve, május 1-jén elhagyta a Führerbunkert. A berlini Lehrter vasútállomás közelében szovjet katonák megállították, ő erre méregfiolával megölte magát.
Goebbels Hitler végrendeletével ellentétesen, hiábavalóan ugyan, de megpróbálkozott a szovjetekkel egy részleges kapitulációban megegyezni. Este ő és felesége előbb megmérgezték hat gyermeküket és aztán 20:30 körül megölték önmagukat is. Wilhelm Burgdorf és Hans Krebs, a végrendelet tanúi is öngyilkosok lettek 1945. május 1-jén délután.
Bormann első távirata Hitler halálát elhallgatta. Így Dönitz táviratban mondott köszönetet Hitlernek, és megígérte, mindent megtesz a kiszabadításáért. A háborút úgy kívánta a befejezésig vezetni, „ahogyan ezt a német nép egyedülállóan hősies küzdelme megkívánja”. A kormányba azokat az embereket hívta meg, akiket megfelelőnek talált. A nürnbergi per tárgyalásától, 1946-tól kezdődően Dönitz azt állította, hogy feltételezése szerint Hitler maga is kapitulálni kívánt, és csak utólag, annak végrendeletéből értesült ennek ellenkezőjéről. Történészek ezt mégis legendaképzésnek tartják, mivel Dönitz Hitler akaratát, azaz a küzdelem folytatását, a végrendelet nélkül is ismerte és követte mindaddig, amíg meg nem győződött Hitler haláláról.
Május elsején, rádióbeszédében Dönitz közölte a nyilvánossággal Hitler halálát és az ő elnökké való kinevezését. Mivel Hitler a „Führer” hivatali funkciójában egyesítette a birodalmi elnök és a birodalmi kancellár funkcióit, s emiatt végrendeletében ezeket ismét elválasztotta egymástól, ezért Dönitz kénytelen volt a még harcoló Wehrmacht részéről a lojalitás megvonásával számolni. Hitler ráadásul a weimari alkotmány 51-ik cikkelyét (a szükségállapotról) sem alkalmazta és nem személyesen adta át az államelnöki hatalmat. Hermann Göring pedig továbbra is vezető szerepet tulajdonított magának, annak ellenére, hogy őt Hitler a végrendeletében kizárta a pártból. Emiatt mondta Dönitz a rádióbeszédében azt, hogy a Hitlernek tett katonai eskü most már ővele kapcsolatban érvényes. Azt állította, hogy Göring maga kérte elbocsátását. Ezen kívül szándékában állt május 2-ától kezdődően Goebbels és Bormann letartóztatása, ha azok Plön városát elérték volna.
Tehát Dönitz Hitler politikai végrendeletét formálisan, a nemzetiszocialista jogfelfogás szerint érvényes, megkérdőjelezhetetlen „Führer-rendelet”-ként fogta fel. Valójában azonban figyelmen kívül hagyta Hitler utolsó akaratát, amennyiben az új kormányt önhatalmúlag kiválasztott személyekkel töltötte fel, amennyiben részleges kapitulációra törekedett és a saját hivatali idejének határát kitolta arra az időpontra, amikor a német nép azt az akaratát, hogy ki legyen az államfő, képes lesz kifejezésre juttatni. Ezzel ő közvetve a weimari alkotmánynak a 41. cikkelyére hivatkozott, amely az államfő megválasztását „az egész néptől” várta el.
A szövetséges hatalmak 1945. május 8-áig gyakorlatilag elismerték Dönitz vezértengernagyot, mint a Wehrmacht legfőbb parancsnokát, és így elismerték őt a feltétlen kapitulációról folyó tárgyalásokban partnerként, de ennek ellenére nem ismerték el őt birodalmi elnökként, mert Dönitz csak táviratok másolataival tudta ezt igazolni. Erre nemzetiszocialista jogászok szakértői véleményben igazolták 1945. május 16-án, hogy Dönitz Hitler utolsó akarata szerint „kétségtelen legitimitással bír, mint államfő”. Dönitz, akit május 23-án letartóztattak, erre alapozva protestált 1945. július 7-én írásosan hivatali rangjának elvétele ellen és ragaszkodott ahhoz, hogy kormánya a nemzetközi jog szabályai szerint továbbra is hivatalban van. A nemzetközi katonai bíróság a nürnbergi perben Dönitzt Hitler jogutódjának tekintette 1945. május 8-ig a hatalom-gyakorlása tényéből kiindulva, és emiatt őt is felelősnek tartotta a támadó háború kirobbantásának bűnéért.

### Az eredeti példányok útja
Traudl Junge, Hitler titkárnője, a végrendelet három példányának elkészítését kapta feladatul. Ezeket a címzettekhez Hitler adjutánsának, Nicolaus von Belownak valamint a német híriroda képviselőjének, Heinz Lorenznek és Wilhelm Zander, SS-hadseregparancsnoknak kellett eljuttatnia. Mindegyiküknek egy-egy példányt kellett személyesen átadni Karl Dönitznek Plön városában, Ferdinand Schörnernek Prágában és az NSDAP pártközpontban Münchenben. Schörner Zandernek a bizalmi embere volt. Neki kellett volna átadnia a rábízott példányt. Ő, Below és Lorenz, valamennyien 1946 tavaszáig a szövetségesek fogságába kerültek (a Jelenkor-történeti Intézet (Institut für Zeitgeschichte) 2003. évi adatai szerint). Ennek során legkevesebb két példányt biztonságba helyeztek. Újabb adatok bizonyítják: mindhárom példányt felfedezték és elkobozták a szövetségesek röviddel a háború befejezését követően.
Herman Rothman, aki üldözött zsidóként 1939-ben Németországból az Egyesült Királyságba menekült és brit katonaként a nemzetiszocialista rezsim ellen harcolt, német hadifoglyok kihallgatása során megtalálta Hitler mindkét végrendeletének a Lorenz zakójába bevarrt, eredeti példányait. Azzal bízták meg, hogy a legnagyobb titoktartás mellett fordítsa le ezeket angol nyelvre. Később kikérdezte Hermann Karnau rendőrőrmestert, az események szemtanúját Hitler halálának körülményeiről. Rothman megírta könyvében a felfedezését és Karnau vallomását 2009-ben.
A Birodalmi Hadi Múzeum Londonban három oldalt állított ki az eredeti dokumentumból, köztük az elsőt a menesztésekkel és az utolsót a tanúk aláírásaival. A Dönitznek szánt példány az USA nemzeti archívuma tulajdona Washingtonban.

## Utóhatás

### Retorikai önstilizálás

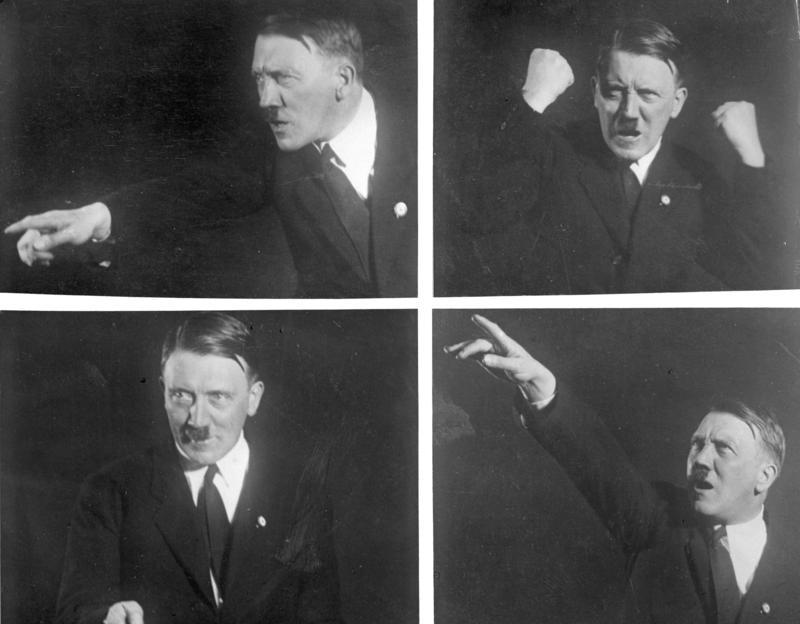
Hitler szónoki pózokat gyakorol (műtermi felvételek, 1927)

Hitler „politikai végrendelete” olyan kifejezési formákat és fordulatokat tartalmaz, amelyek sok beszédének alkotó elemei, és így retorikájára is tipikusak voltak:
- a történelmileg egyedi, emberfeletti teher, ami vállára nehezedett,
- a hősies önfeláldozás a nemzet szolgálatában,
- a saját (önként vállalt) halál, mint részvétel azok sorsában, akik (nem önként vállalt) halált szenvedtek a harcmezőn elesve,
- a Führer halála, mint az utolsó ellenállásra való felhívás,
- mint csírája az újjászületésnek, majd saját víziója végső beteljesedésének,
- mint a német nép soha meg nem szűnő kötelessége e vízió megvalósításában, különösen az örök ellenség (a zsidók) kiirtásában.

Ez a retorika, ugyanúgy mint Hitler 1945. április 16-i, a Wehrmacht katonáinak szóló utolsó felhívása az ellenállásra, része egy szándékolt „heroikus megrendezettségnek” és „legendaalkotásnak”. Marcel Atze hangsúlyozza, „hogy a hős halhatatlanná válásában a jól megrendezett és bemutatott halál eminens jelentőséggel rendelkezett”:

„Mindenáron való halhatatlanság volt Hitler célja. […] A senki által nem látható halál a bunkerben felfogható az NS mítosz gyártójától mint utolsó tudatos akció. Hitler messiás volta csúcspontjának, az önfeláldozásnak akart szolgálni, mint ilyet kellett volna felfogni és továbbadni.”

 Hitler Jézusnak az Újszövetségben leírt önfeláldozását alkalmazta halála stilizálásaként, hogy ezzel halálának ugyanúgy, mint korábban életének messianisztikus vonásokat kölcsönözzön. Követői is halálát az istenemberré stilizált Hitler életének „ragyogó betetőzéseként” állították be, hogy így posztumusz is erősítsék a Führer-kultuszt:

„A nagyszerű naplemente stratégiájával (Joachim Fest megfogalmazása) a halált úgy kellett megrendezni, hogy Hitlert a jövőben dicsőíthessék. […] Ez a bukást a megváltás glóriájával akarta körülvenni, győzelemmé átalakítani és végül a mítoszát örökké tartóvá tenni. A harcolva eleső Hitler képe ehhez szükséges feltétel volt.”

Atze utal az 1945. május 1-jei és 2-ai Wehrmacht tudósításokra, amelyek átvették Hitlernek a politikai végrendeletében megfogalmazott követelését és önmagáról alkotott képét :
„Harca és tévedhetetlen, egyenes vonalú életútja végén áll hősi halála. Élete egyedül Németországot szolgálta… Áthatva népe és Európa megmentésének akaratától feláldozta életét. Ez a példakép – ‘hű mindhalálig’ –  minden katonát kötelez.”
Alan Bullock, Hitler életrajzírója hangsúlyozza, hogy Hitler a szavait gondosan megválasztotta, hogy az öngyilkosságát az őérte elesett katonákkal való egyfajta egyesülésnek és egyben mindhalálig való kötelességteljesítésként tüntesse fel.
Ezzel ellentétben áll, hogy a katonák és NSDAP hivatalnokok öngyilkosságát Hitler gyakran megbélyegezte, gyávaságnak és a „felelősségtől való menekülésnek” nevezte, így tett még 1945. április 21-én is, miután értesült Lipcse főpolgármesterének öngyilkosságáról. Helmuth Weidling számára, aki Berlint védelmező csapatok főparancsnoka volt, épp emiatt volt az állítólagos hősi halál nyilvánvaló hazugság. Közvetlenül Hitler öngyilkosságának hírét hallva felmentette katonáit hűségesküjük alól: „A Führer 1945. április 30-án végzett magával, és ezzel minket, akik rá hűségesküt tettünk, cserben hagyott.”
Hitler gyakori hivatkozásait és utalásait a bibliai kifejezésekre, témákra és epizódokra többször is megfigyelték és analizálták. Önmagát az e világi fölé emelte, a messiás szerepbe. Ez azt a célt szolgálta, hogy az 1920 óta a propaganda által életre hívott Führer-kultuszt megszilárdítsa. Ezzel próbálta meg Hitler a németeket a halálát követő időkben is önmagához, politikai céljaihoz kötni.
Werner Telesko, osztrák történész ezt a kísérletet „apokaliptikus történelemfelfogással magyarázza, melynek lényege : Hitler vágya a saját történetét – annak  igényelt örökkévaló volta értelmében – az utókor memóriájában lecövekelni, így önmagát mindig oly módon beállítani, mint a történet szükségszerű »végét«, amely történet többé semmiféle további fokozást vagy kiszélesedést nem tűr meg […] Szükségszerűen hozzá tartozik ehhez a szemlélethez önmagunk stilizálása a halálon túl is, amely kimutatható Hitler végrendeleteiben. Határtalan őrület megtestesülése ez, hogy akárhogyan is, de mindenképp meg kell maradjunk az utókor emlékezetében.”
Már Traudl Junge, Hitler titkárnője is megjegyezte a visszaemlékezéseiben: Hitler retorikájával csalódást keltett alárendeltjeiben, akik tőle utolsó szavaival beismerő vallomást vagy legalább a történtek valós magyarázatát hiába várták el:

„A Führer részvétlenül, csaknem mechanikusan nyilvánít ki magyarázatokat, vádakat és követeléseket, melyeket magam, a német nép és az egész világ rég ismer már.”

### A politikai végrendelet, mint a holokauszt dokumentuma
Hitler „politikai végrendelete” a holokausztkutatásban mint a holokauszt dokumentuma nyert besorolást. Ez Hitler zsidógyűlölete folytonosságának bizonyítéka 1919-től haláláig. Így például Ernst Nolte, neves német történész és filozófus hangsúlyozta, hogy Hitler utolsó mondata „jelentése szerint egészen olyan, mint politikai ténykedésének első dokumentumában is volt, a Gemlichnek írt levelében. A legszörnyűbb eseményekkel – köztük a legújabb az Auschwitz nevet viselte – teli negyed század elmúlt: Adolf Hitler változatlan maradt.”
Gerald Fleming, neves holokausztkutató történész a végrendeletben Hitler utolsó próbálkozását látja, hogy a németeket örök zsidógyűlölethez kösse. Klaus Hildebrand történész hangsúlyozta:

„A zsidók megsemmisítése politikájának központi célja volt, ez már karrierje kezdetén megszilárdult benne, amikor 1919. szeptember 16-án, sziklaszilárdan főként a zsidók eltávolítását követelte‘, amely követelés egészen az 1945. április 29-i végrendelete utolsó mondatáig követte őt, amennyiben felhívta követőit… könyörtelen ellenállásra valamennyi nép megmérgezője, a nemzetközi zsidóság ellen‘.”

David Bankier izraeli történész a retorikai stratégia részeként értelmezi Hitler visszahivatkozását a Reichstagban 1939. január 30-án tartott beszédére: Hitler és Goebbels (véleménye szerint) egyrészt nyíltan bejelentették a zsidók megsemmisítését, másrészt azonban a részletek elhallgatásával szándékosan homályban is tartották. Ezzel tesztelték, meddig mennek el a németek velük ezen az úton, hagyták őket tanakodni, valójában mi is történik, és így őket, mint akik valamennyire tudják, mi történik, bevonni a felelősségbe. Hitler a holokausztot jövendölés formájában, a világháború következményeként bejelentette, hogy ezzel azt objektív és ugyanakkor előre meghatározott történésként állítsa be, így semlegesítve mindenféle erkölcsi felelősséget. A holokauszt végrehajtásakor aztán ez a retorika már visszatekintő alibiként szolgált: ami megtörtént, azt mindenféle bűnös szándék nélkül előre megmondtuk.
A dokumentumot megvitatták abban a vitában, amelyben az úgynevezett internacionalista, másrészről funkcionalista történészek vitatkoztak. 
Martin Broszat és Hans Mommsen német történészek szerint Hitler nem parancsolta meg egyértelműen a holokausztot. Mommsen szerint ő itt a „feltüzelő, a hajcsár szerepét játszotta ahelyett, hogy kifejezett parancsot adott volna”. Kérdéses, „vajon Hitler a megsemmisítésről mondott szavai valódi következményeiről számot adott-e önmagának, még ha nincs is hiány a részletekbe menő információkban”.
Mommsen egyik korábbi dolgozatában úgy látta, Hitler „vagy nem vette tudomásul, vagy pedig megpróbálta a zsidók megsemmisítésének valós következményeit pszichésen elnyomni”.
Ezzel szemben azok a történészek, akik Hitler antiszemitizmusát cselekedetei döntő okának látják és Hitler központi szerepét hangsúlyozzák mind a holokauszt eldöntésében, mind a tervezésében és a kivitelezésében, a politikai végrendeletével érvelnek. Shlomo Aronson izraeli történész számára Hitler utolsó kijelentései cáfolják azokat az értelmezési modelleket, amelyek a holokausztban csupán eszközt látnak, amelyek távolabbra mutattak, mint a nemzetiszocialisták birodalmi-rasszista céljai, és a holokausztban csupán az első lépést látják ezek realizálása irányában. Ian Kershaw angol történész hangsúlyozta, Hitler azon kijelentése, hogy a zsidók megsemmisítését, mint ahogyan azt ő 1939-ben meghirdette, keresztül is vitte, „ez a dolog kulcsa, indirekt utalás a zsidó kérdés végső megoldására”. Saul Friedländer izraeli történész utal Hitler kivégzési parancsaira és azokra a jelentésekre, amelyeket ő megkövetelt és meg is kapott a szovjet zsidóknak az SS általi tömeges kivégzéseiről :

„Amennyiben Hitler […] pszichikai értelemben elnyomta a tudomását a zsidók megsemmisítéséről, vagy lélektani okokból kitért ez elől, akkor mégiscsak meg kell kérdeznünk, miért is büszkélkedik utolsó politikai megnyilvánulásában, az 1945. április 29-i végrendeletében halála előestéjén pont a zsidók irtásával, melyet úgy tüntet fel, mint amivel a nemzetiszocializmus az emberiséget a legnagyobb mértékben szolgálta.”

Bár kaotikus körülmények közt jött létre a dokumentum, mégis „Hitler hite mindennél fontosabb dogmáit foglalja össze”. Ezért tette felelőssé a zsidó áldozatokat a megsemmisítésükért, Dönitzt csak birodalmi elnökké nevezte ki és nem „Führerré” és kizárólag a Wehrmacht katonáihoz szól, s nem a pártbéli elvtársaihoz. A birodalmat annak leromboltsága okán, az NSDAP-t a sok „áruló” miatt már nem említi meg a dokumentum záró soraiban. Az isteni elrendeltetésről a háború elvesztése miatt és öngyilkossági szándékáról sem beszélt többé. Csak az a meglepő, hogy a „bolsevizmust” sem említi itt többé. Valószínűsíthető, hogy legutoljára arra koncentrált, hogy önön felelősségét a háború elvesztéséért és a holokausztért áthárítsa a zsidókra, így nyitva utat a nemzetiszocializmus „újjászületésének” a halála után.
Az  állítólag „humánusabb” megsemmisítésre való utalás nem más, mint zsidók koncentrációs táborokban való elgázosításának cinikus körülírása.
Robert W. Wistrich izraeli történész Hitlernek a zsidók megsemmisítését illető önigazolásában (állítólagos reakció a világháborúra és az ellenség „humánusabb” leküzdése) a holokauszttagadás kezdetét látta meg. Maga az önigazolás is mutatja: Hitler tudott a holokausztról.
Christian Goeschel Hitler politikai végrendeletét abba a keretbe helyezi el, amelyet a háború végén elterjedt, magas és közepes rangú NS-funkcionáriusok ezreinek példátlan öngyilkossági hulláma képez, akik így vonták ki magukat a felelősség alól. Ez a végrendelet a legjobb példája ezek négy legfontosabb öngyilkossági motívumának: 
- az NS ideológia romboló, erőszakos magva,
- a szövetséges hatalmak igazságszolgáltatásának elutasítása,
- kísérlet a saját halálról önállóan dönteni,
- valamint kísérlet, a különösen drámai távozással az utókor ítéletét meghatározni.

Hitler végrendelete rendkívül stilizált formában dokumentálja fanatikus antiszemitizmusát és bűnének áthárítását, amennyiben „a zsidóság” a felelős a háborúért és szenvedésért, miközben kifejezésre juttatja örömét a maga által okozott megsemmisítés fölött.
Hermann Lübbe német filozófus Hitler politikai végrendeletét az NS-ideológia felülmúlhatatlan példájának tartja. Ez az ideológia a fajok küzdelmének – mint a világtörténelem törvényszerűségének – dogmájából levezeti a népirtás abszolút kötelességét. Valamennyi gondolkodást dominált ez, az individuálist, a gyakorlatiast és a célszerűt. „Lelkiismeretünk elaltatása azzal, hogy ideológiailag magasabb célokat követünk” bár nem az egyetlen, de szükséges feltétele volt a népirtás politikájának. Emiatt Hitler annál inkább ragaszkodott „a saját ügy magasabb igazsága tudatához”, mennél inkább meghiúsult valamennyi politikai célja (Nagy-Németország, a Szovjetunió megsemmisítése és „végső győzelem”). E ragaszkodás nélkül a következmény: meghasonlás, annak kényszere, hogy belássa: millió és millió embert küldött a halálba ideológiai megszállottsága miatt. Csakis így érthető meg a politikai végrendeletének utolsó, irrealitása okán „kísérteties” mondata.
Mark Weitzman antiszemitizmuskutató és a Simon Wiesenthal Center képviselője, a végrendelet utolsó állításaiban parancshoz hasonló megbízást lát meg, „megbosszulni az itt, mint zsidó győzelemnek leírt történelmi szégyent”. Ez a parancs szerinte a globális szélsőjobboldaliságban történelmileg hatásossá vált. A radikális antiszemitizmus, mint ennek állandó része, a globalizáció óta és épp a nemzetiszocializmus veresége miatt, meg éppenséggel Izrael államának 1948-as megalapítása miatt ma talán erősebb, mint valaha volt.

### A Hitlert követő kormánnyal kapcsolatos észrevételek
Miközben a történészek Hitler végrendelete zsidókkal kapcsolatos kijelentéseinek komoly jelentéstartalmat tulajdonítanak, kétségbe vonják, vajon a második részben szereplő, utódlására vonatkozó parancsainak ő maga „deklarációt meghaladó jelentőséget tulajdonított”. Hiszen az általa megjelölt kormány az akkori háborús helyzetet figyelembe véve aligha jöhetett létre: Bormannnak és a Breslauban körülzárt Hankenak aligha volt lehetősége Dönitz elérésére Schleswig-Holsteinban, Goebbels pedig Hitler számára világossá tette, ő is öngyilkos kíván lenni. Hitler utasítása a feltétlen további küzdelemre sem azzal nem volt összeegyeztethető, amit ő a szövetségesek helyéről és előretöréséről tudott, sem pedig a parancsnokság Dönitznek való átadásával, így nem volt végrehajtható.
A szélsőjobboldal hagyományosan Dönitzt tekinti „Hitler egyedüli jogos utódjának”, akinek a kormánya a Wehrmachttal ellentétben soha nem kapitulált. Így aztán a Német Szövetségi Köztársaságot illegális, kívülről kikényszerített államként állítják be, melynek intézményei ellen az ellenállás joga megalapozott. Dönitz maga is támogatta ezt a magatartást az 1972-ben folytatott levelezésében olyan szélsőjobboldali terroristával például, mint Manfred Roeder, aki Dönitzre hivatkozva időnként mint az ő, illetve Hitlernek a törvényes utódjaként adta ki magát.
Dirk Nolte állítása szerint Hitler politikai végrendeletének van alkotmányjogi jelentése: „Az akkori jogfelfogás alapján” Hitler legálisan nevezte ki Dönitzt, mivel a nép által megválasztott Reichstag Hitlerre teljes körű államhatalmat ruházott át, és mivel más vezető nemzetiszocialisták, mint például Heinrich Himmler, Dönitzt elismerték.
Thomas Moritz és Reinhard Neubauer azzal bírálták Nolte érvelését, hogy az nemzetiszocialista jogpozitívizmust követ és emlékeztettek arra, hogy már az 1933. március 24-én elfogadott „felhatalmazási törvény” (németül:Ermächtigungsgesetz) sértette a weimari alkotmányt: mivel annak 76. cikke a Reichstag legitim tagjainak kétharmadát követelte meg az alkotmánymódosításokhoz, tehát a megválasztott és jelenlévő képviselők kétharmada volt ehhez szükséges. A nemzetiszocialisták ezt azonban csak a képviselők elleni masszív, törvénytelen terror alkalmazásával érték el. Továbbá, ez a felhatalmazási törvény a hatalom megosztása és a jogállamiság alkotmányjogi alapelveit függesztette fel. Így Hitler uralma a weimari alkotmány mértékével mérve nem volt legitim, és ezért semmilyen jogi kontinuitást nem lehet igazolni.

### Irodalmi feldolgozások

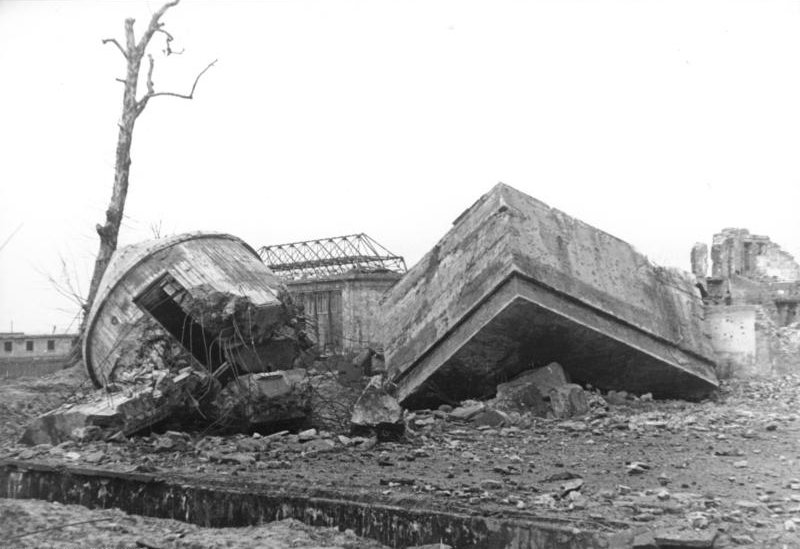
A felrobbantott Führerbunker (1947)

Német szerzők 1945-től kezdődően határozottan küzdöttek a politikai végrendeletben megfogalmazott akarat ellen: a Führer-kultuszt örökké valóvá tenni és a nemzetiszocializmust újjászületését megvalósítani. 
Ennek egy eszköze az irodalmi realizmus, ami „a főhős halálát annak mutatja be, ami volt: egy nyomorúságos kimúlás a búvóhelyen”.
Bruno Brehm német író, aki Hitlert korábban tisztelte, 1961-ben az ellentmondást húzza alá Hitler állítólagos hősi halála és öngyilkossága között:
Így végezte az a férfi, aki megnevezhetetlen szörnyűségbe taszította a világot. Nem a katonahalált választotta, amit a németek millióitól megkövetelt, hanem a felelőtlen ember öngyilkosságát.
Utal a Carl Hilpert vezérezredes – a Kurland hadseregcsoport főparancsnoka – tollából ismert, Hitlertől származó kijelentésre: a német nép „nem méltó hozzám”, és összeköti azzal a reményével, hogy ez a kijelentés és Hitler öngyilkossága fel fogja nyitni a németek szemét. Hitler politikai végrendeletétől való elhatárolódásnak ez a formája Hitler korábbi tisztelői között elterjedt volt.
A Führer-kultusz szétrombolásának másik irodalmi formája Hitler teteme elégetésének  naturalista, a legapróbb részletekbe menő leírása. Ezzel olyan legendák ellen lépnek fel a szerzők, mint például Josef Einwanger vagy  Marcel Beyer, amelyek szerint Hitler holttestét soha nem találták meg, következésképp titokban tovább élt valahol.
Több szerző Hitlert fiktív figuraként ábrázolja, aki mint önmaga karikatúrája él tovább: mint például Herbert Rosendorfer, Német szvit (Deutsche Suite) (1972), Günter Kunert, Hitler él (Hitler lebt) (1987), Christoph D. Brumme, Hitler (1996), vagy Bernhard Setzwein, A hét igaz ember könyve (Buch der sieben Gerechten) (1999). Mások a konjunktúra-történelem (azaz, mi történt volna, ha Hitler tovább élt volna) eszközeihez nyúlnak elemezve és figyelmeztetve, amennyiben leírják a világot a „zsidókérdés teljesen befejezett végső megoldása (Endlösung der Judenfrage)” után, vagy a Generalplan Ost (az Általános Terv - Kelet) teljes megvalósítása után: így például Otto Basil, Ha ezt a Führer tudta volna (Wenn das der Führer wüßte) (1966); Helmut Heißenbüttel, Ha Adolf Hitler a háborút nem nyerte volna meg (Wenn Adolf Hitler den Krieg nicht gewonnen hätte) (1979); illetve erre reagálva Ralph Giordano: Ha Adolf Hitler a háborút megnyerte volna (Wenn Hitler den Krieg gewonnen hätte) (1992).

## Fordítás
- Ez a szócikk részben vagy egészben  a   Politisches Testament Adolf Hitlers című német Wikipédia-szócikk ezen változatának fordításán alapul.  Az eredeti cikk szerkesztőit annak laptörténete sorolja fel. Ez a jelzés csupán a megfogalmazás eredetét és a szerzői jogokat jelzi, nem szolgál a cikkben szereplő információk forrásmegjelöléseként.

### Fő források
- Max Domarus: Hitler. Reden und Proklamationen 1932–1945. Kommentiert von einem deutschen Zeitgenossen. Band II: Untergang. 2. Halbband: 1941–1945 (= Band 4). R. Löwit, Wiesbaden 1973, S. 2235–2249.
- Hans-Adolf Jacobsen (Hrsg.): Der Zweite Weltkrieg in Bildern und Dokumenten. Band 3: Sieg ohne Frieden 1944–1945. Desch, München [u. a.] 1962, S. 372 f.
- Percy Ernst Schramm (Hrsg.): Kriegstagebuch des Oberkommandos der Wehrmacht. (Wehrmachtführungsstab). 1940–1945. Band 8: 1. Januar 1944 – 22. Mai 1945. Zusammengestellt und erläutert von Hans-Adolf Jacobsen, Andreas Hillgruber, Walter Hubatsch, Percy Ernst Schramm und Donald S. Detwiler. Manfred Pawlak, Herrsching 1982, ISBN 3-88199-073-9, S. 1666–1669.

### Történelemkutatás
- Thomas Großbölting, Rüdiger Schmidt (Hrsg.): Der Tod des Diktators. Ereignis und Erinnerung im 20. Jahrhundert. Vandenhoeck & Ruprecht, Göttingen [u. a.] 2011, ISBN 978-3-525-30009-1.
- Wolfdieter Bihl: Der Tod Adolf Hitlers. Fakten und Überlebenslegenden. Böhlau, Wien [u. a.] 2000, ISBN 3-205-99140-0 (Textauszug online).
- Ian Kershaw: Hitler. 1936–1945. Deutsche Verlags-Anstalt, Stuttgart 2000, ISBN 3-421-05132-1, S. 1056–1059.
- Ulrich Völklein: Hitlers Tod. die letzten Tage im Führerbunker (= Steidl-Taschenbuch 137). Unveränderte Neuauflage, Steidl, Göttingen 2004, ISBN 3-882-43659-X.
- Olaf Groehler: 1945, die Neue Reichskanzlei: das Ende (= Das Tagebuch Europas). Brandenburgisches Verlags-Haus, Berlin 1995, ISBN 3-894-88087-2.
- Herbert Schraepler, Ernst Michaelis (Hrsg.): Ursachen und Folgen. Vom deutschen Zusammenbruch 1918 und 1945 bis zur staatlichen Neuordnung Deutschlands in der Gegenwart. Eine Urkunden- und Dokumentensammlung zur Zeitgeschichte. Band 23: Das Dritte Reich. Der militärische Zusammenbruch und das Ende des Dritten Reiches. Der Selbstmord Hitlers – das Kabinett Dönitz – die Kapitulation – die Anfänge der Besatzungspolitik – die Potsdamer Konferenz – die Niederlage Japans. Dokumenten-Verlag Dr. Herbert Wendler & Co., Berlin 1968, S. 196–200.